# 브렘가르텐
브렘가르텐(독일어: Bremgarten)은 스위스 아르가우주의 자치체이다. 이곳은 브렘가르텐구의 청사 역할을 한다. 중세 구시가지는 국가적으로 중요한 문화유산으로 등록되어 있다. 2013년에 브렘가르텐은 유럽에서 처음으로 망명 신청자가 도서관, 수영장, 학교, 교회와 같은 특정 공공장소를 방문하는 것을 금지하는 법률을 도입했다.
2014년 1월 1일 헤르메치빌-슈타펠른의 이전 시정촌이 브렘가르텐시로 합병되었다.

## 역사

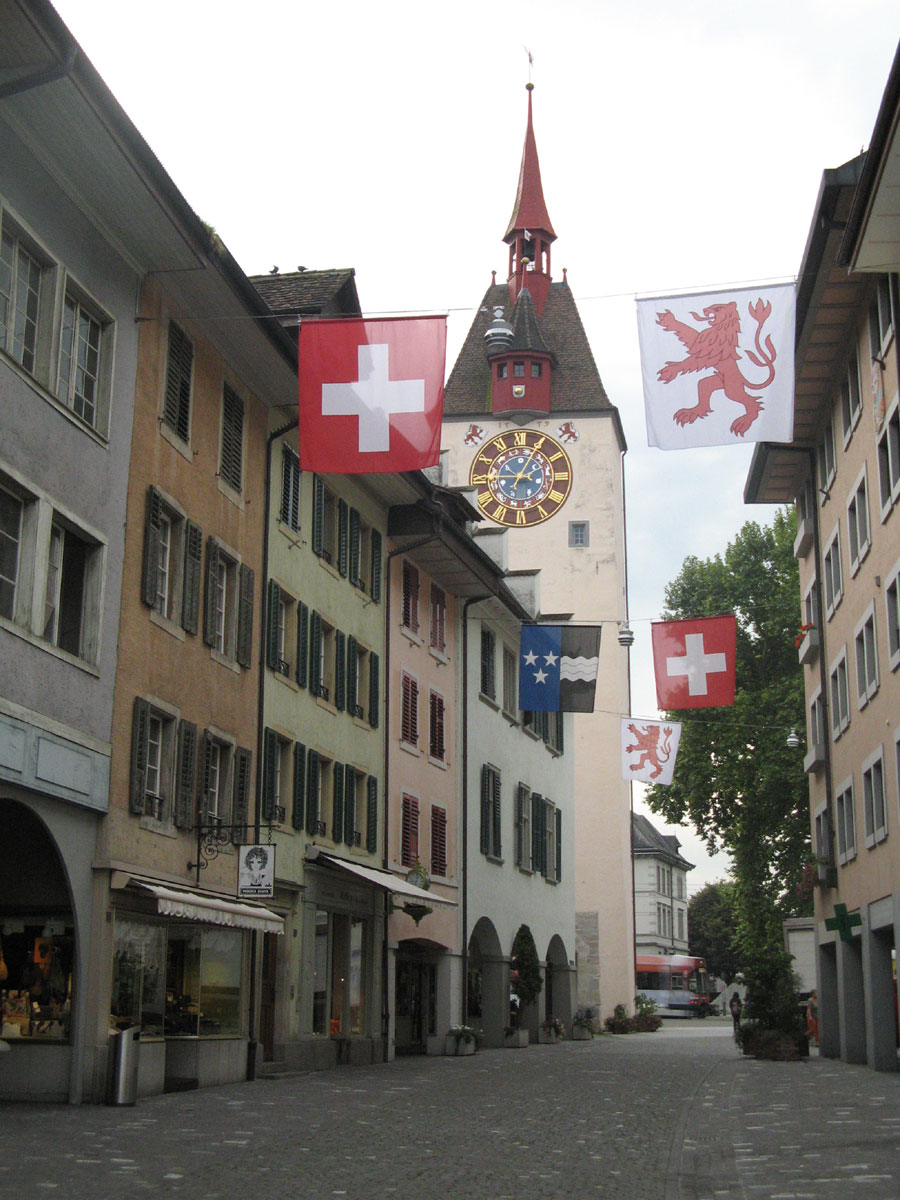
브렘가르텐의 슈피텔 탑

이 지역은 1140년 이전에 브렘가르텐으로 알려졌지만, 거의 100년 후에야 도시가 건설되었다. 1230년에 브렘가르텐의 현재 위치 근처에 정착지가 세워졌다. 그런 다음 1238/39에서 브렘가르텐으로 언급되었다. 1258년에 합스부르크의 루돌프 1세에 의해 도시권이 부여되었다. 브렘가르텐의 인구는 빠르게 증가했고 뛰어난 라틴 학교가 있는 중요한 시장 도시가 되었다. 이곳은 합스부르크 땅의 일부였기 때문에 브렘가르텐 주민들은 합스부르크 쪽에서 모르가르텐 전투(1315)와 젬파흐 전투에서 싸웠다.
1379년에 새로운 법률 구역의 중심지 역할을 하는 법원이 브렘가르텐에 세워졌다. 베리콘은 1374년에 브렘가르텐에 합류했다. 나중에 1410년에 운터룬크호펜, 오버룬크호펜, 요넨 및 아르니가 합류했다. 오버빌-릴리는 1429년에, 루돌프슈테텐-프리들리스베르크는 1430년에, 마지막으로 후저호프는 1482년에 합류했다. 두 구역이 만들어졌다. 오버- 및 운터룬크호펜,아르니, 이슬리베르크, 요넨, 베르트 및 후저호프를 위한 "높은" 구역과 "낮은" 구역 남은 마을을 위해.
1415년, 아르가우는 구스위스 연방에 의해 정복되었다. 베른은 초핑엔, 아르부르크, 아라우, 렌츠부르크 및 브루크로 구성된 남서부를 유지했다. 브렘가르텐은 프라이 엠터(Freie Ämter, 자유 영지)의 일부가 되었다. 그들은 상대적으로 독립적으로 남아 있었고 자신의 법적 구역을 유지하는 것이 허용되었다. 브렘가르텐, 나머지 프라이 엠터(멜링엔, 무리, 빌메르겐, 바덴 백작)은 남부 동맹의 전부 또는 일부에 의해 "예속된 땅"으로 통치되었다. 브렘가르텐이 연방에 자유롭게 가입하겠다는 제안을 거부했을 때, 그것은 1443년 구 취리히 전쟁에 연루되어 포위되고 함락되었다.
브렘가르텐은 종교 개혁에서 중요한 역할을 했다. 1504년에 하인리히 불링거라고 불리는 중요한 스위스 개혁가가 그곳에서 태어났다. 일찍이 1529년에 도시의 공식 종교는 가톨릭에서 바뀌었다. 그러나 카펠 전투 이후 1531년에 카톨릭이 강제로 재도입되었다. 불링거는 추방되어 취리히로 옮겨져 츠빙글리가 전투에서 사망한 후 도시의 지도자인 울리히 츠빙글리의 후계자가 되었다.
카톨릭은 1712년 제2차 빌메르겐 전쟁 이후 영향력을 잃었다. 브렘가르텐은 취리히, 베른, 글라루스 지역의 일부가 되었다. 프랑스 혁명 기간 동안 혁명가들로부터 피난처를 찾은 루이 필립의 짧은 기간 동안 호스트가 되었다. 앙드레 마세나 원수는 그의 군대가 취리히 근처에서 러시아와 오스트리아의 군대를 물리치기 전에 본부와 함께 브렘가르텐으로 이동했다. 헬베티아 공화국의 시대에 브렘가르텐은 단명한 바덴주의 일부가 되었다. 1803년에는 아르가우주에 합류했다.
도시는 산업혁명 동안 번성했다. 성장으로 인해 성벽은 허물어졌고 1876년에 스위스 철도 시스템에 연결되었다. 1912년 이후로야 이 도시는 철도로 디에티콘 및 볼렌과 연결되었다.
유럽의 모든 지역과 마찬가지로 제2차 세계 대전 이후에는 자동차 교통량이 크게 증가했다. 브렘가르텐은 렌츠부르크와 취리히를 연결하는 주요 도로에 있다. 고속도로가 개통되기 전에는 스위스에서 가장 번화한 도로 중 하나였다. 이것은 큰 문제였다. 왜냐하면 모든 교통량은 도시의 오래된 지역 한가운데에 있는 작은 나무다리를 통과해야 했기 때문이다. 고속도로 개통은 이 문제를 해결하지 못했다. 우회도로가 건설된 1994년이 되어서야 마을의 오래된 부분은 마침내 다시 조용해졌다. 지금은 자동차 통행이 금지되어 있다.

## 지리
브렘가르텐의 면적은 2006년 기준으로 11.36k㎡이다. 이 면적 중 10.1%가 농업용으로 사용되고, 56%가 산림이다. 나머지 토지 중 25.6%는 정착지(건물 또는 도로)이고, 나머지(8.4%)는 비생산적(강 또는 호수)이다.
시정촌은 브렘가르텐구의 수도이다. 상부 도시는 로이스강 위의 고지대에 있다. 낮은 도시는 강둑을 따라 위치하고 있다.

## 인구통계
2020년 12월 31일 기준, 브렘가르텐의 인구는 8,415명이다. 2008년 기준으로 전체 인구의 21.9%가 외국인이다. 지난 10년 동안 인구는 17%의 비율로 증가했다. 2000년 기준, 대부분의 인구인 86.2%가 독일어를 사용하며, 알바니아어가 3%로 2위이고, 이탈리아어가 3위(1.9%)이다.
2008년 현재 브렘가르텐의 연령 분포는 다음과 같다. 651명 또는 인구의 10.4%가 0세에서 9세 사이이고 692명 또는 11.1%가 10세에서 19세 사이이다. 성인 인구 중 852명 또는 인구의 13.6%가 20세에서 29세 사이이다. 909명(14.6%)은 30~39세, 1,069명(17.1%)은 40~49세, 834명(13.4%)은 50~59세다. 고령자 분포는 648명(인구의 10.4%)이 60세 이상이다. 69세는 383명(6.1%), 70~79세는 180명(2.9%), 80~89세는 2.9%, 90세 이상은 29명(0.5%)이다.
2000년 기준으로 1인 또는 2인 가구는 358가구, 3인 또는 4인 가구는 1,283가구, 5인 이상 가구는 623가구이다. 가구당 평균 인구는 2.12명이었다. 2008년에는 총 3,015가구 및 아파트 중 549가구(전체의 18.2%)가 있었다. 공실률 3.8%에 총 115채의 빈 아파트가 있었다. 2007년 기준 신규주택 건설률은 인구 1,000명당 2.8세대였다.
2007년 연방 선거에서 가장 인기 있는 정당은 31.8%의 득표율을 기록한 SVP였다. 다음으로 가장 인기 있는 세 정당은 SP (21.1%), CVP (16.3%), FDP (12.7%)였다.
브렘가르텐에서는 인구의 약 69.1%(25-64세 사이)가 비필수 고등교육 또는 추가 고등교육(대학 또는 응용학문대학)을 완료했다. 학령인구(2008/2009 학년도) 중 초등학교에 다니는 학생이 475명, 중학교에 다니는 학생이 186명, 시정촌에 492명이 고등교육 또는 대학 수준의 학교에 다니고 있다.

### 과거 인구
역사적 인구는 다음 차트에 나와 있다.

### 종교
2000년 인구 조사에 따르면 2,720 또는 51.0%가 로마 가톨릭 신자였으며, 1,146 또는 21.5%가 스위스 개혁 교회에 속했다. 나머지 인구 중 크리스찬 가톨릭 교회 신자는 12명(전체 인구의 약 0.22%)이었다.

## 국가중요문화재
브렘가르텐에는 국가적으로 중요한 스위스 유산으로 등재된 9개의 사이트가 있다. 2014년 헤르메치빌-슈타펠른과의 합병 이전에 7개는 브렘가르텐에 있었고 2개는 헤르메치빌-슈타펠른에 있었다. 두 개의 정부 또는 관리 건물이 있다. 안토니 거리 2번지의 무리-암트호프와 안토니 거리 4번지의 무리-암트호프에 추가된 건물이다. 두 개의 교회, 성 클라라 예배당이 있는 로마 가톨릭 시교회가 목록에 있다. 그리고 파르가세 / 키르히가세에 있는 성모 마리아 예배당(Muttergottes)과 함께 있는 성 안나 예배당. 2개의 요새는 인벤토리의 일부인 Schlössli이다. Schlossgässli 2와 성벽에서. 목록의 마지막 건물은 안토니가세 24번지에 있는 바이센바흐의 주택이다. 헤르메치빌-슈타펠른에 있는 두 곳은 성 마르틴의 베네틱토회 수도원과 도르프 거리 9번지에 있는 이전 가스트하우스 (호텔 레스토랑)였다.
브렘가르텐 마을 전체가 스위스 유산 목록의 일부로 지정되었다.

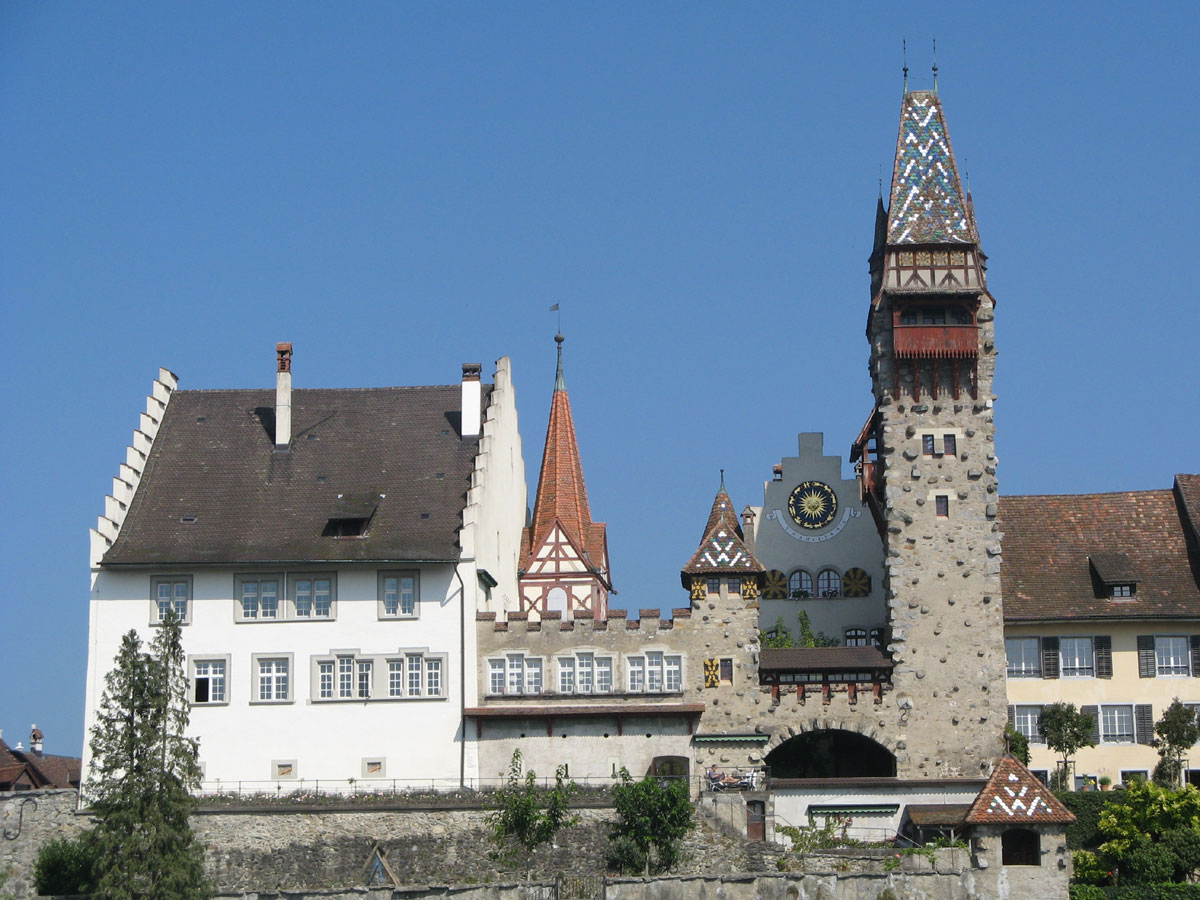
무리-엠트호프
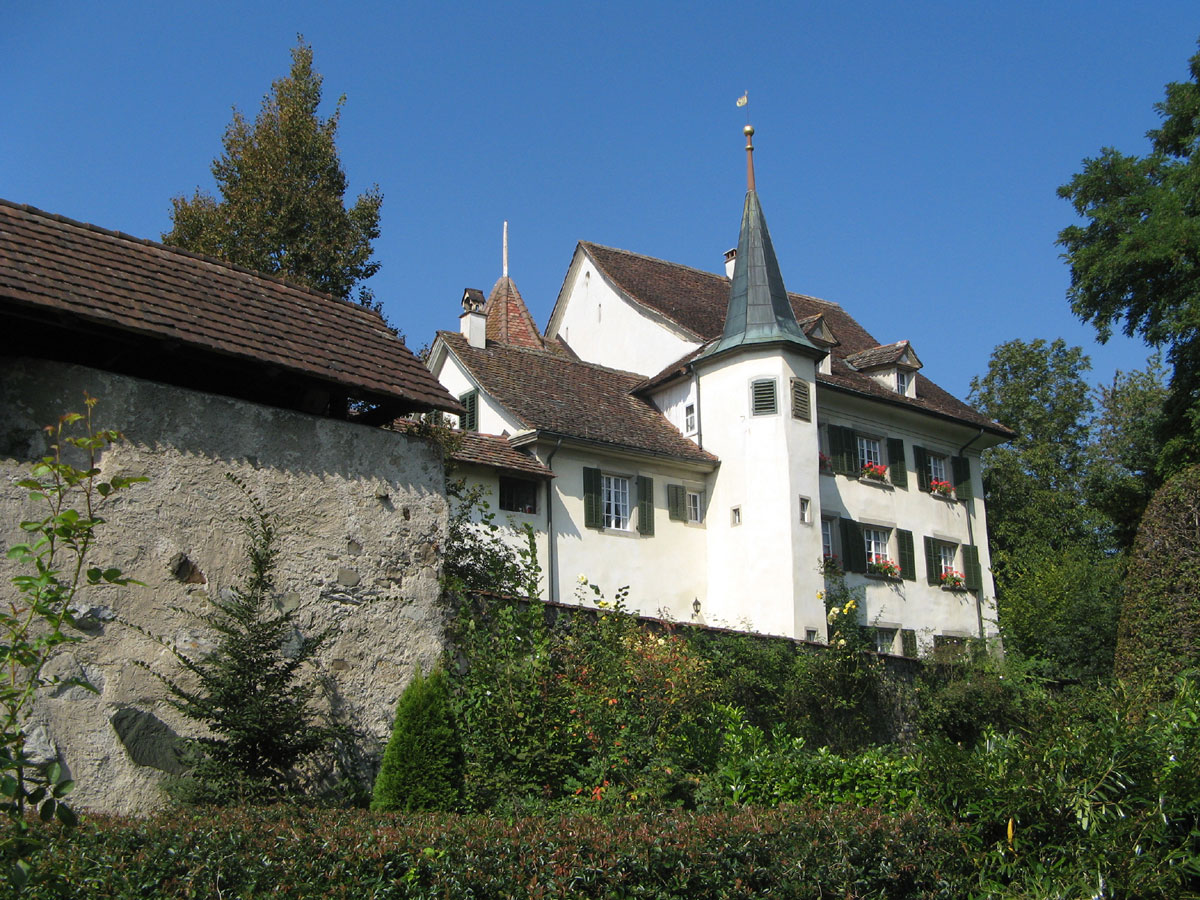
쉴뢰슬리 또는 작은 성
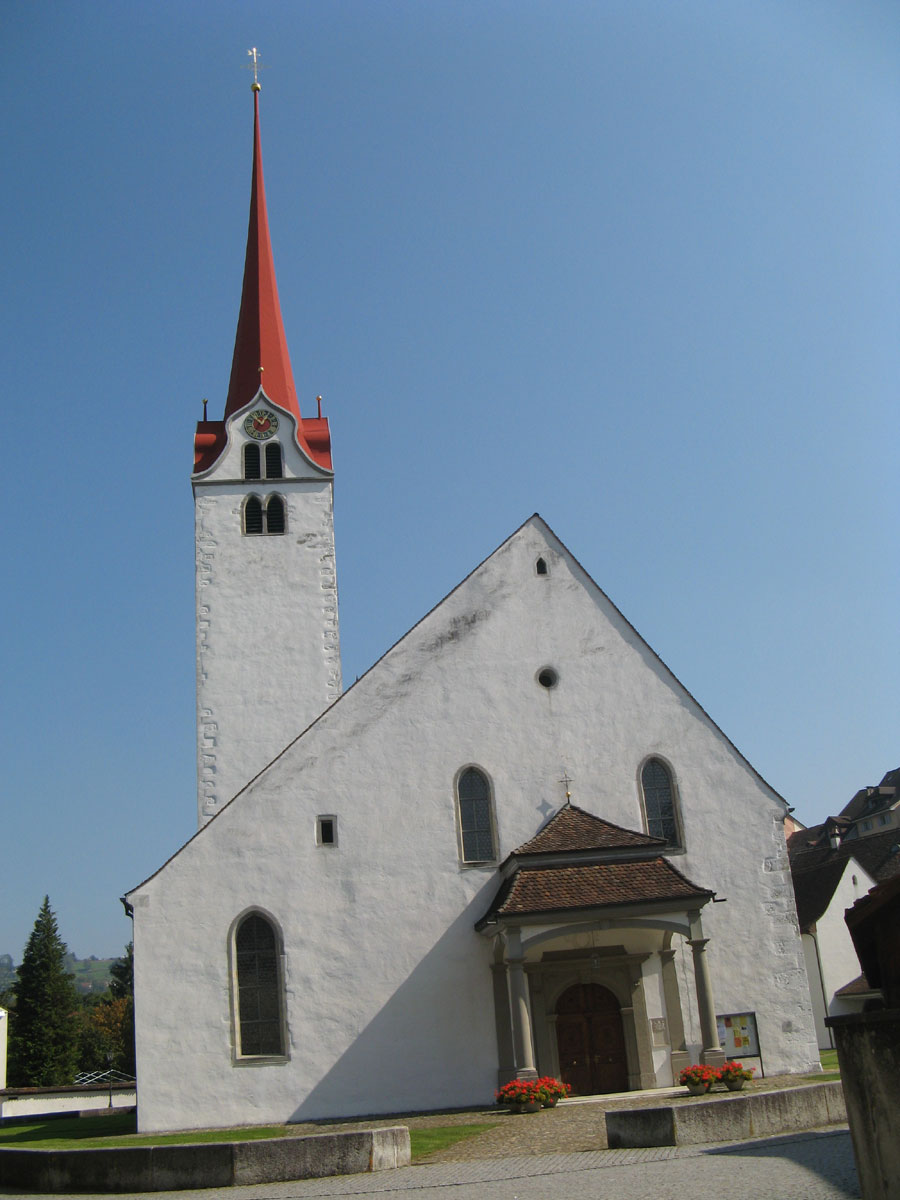
브렘가르텐 시 교회
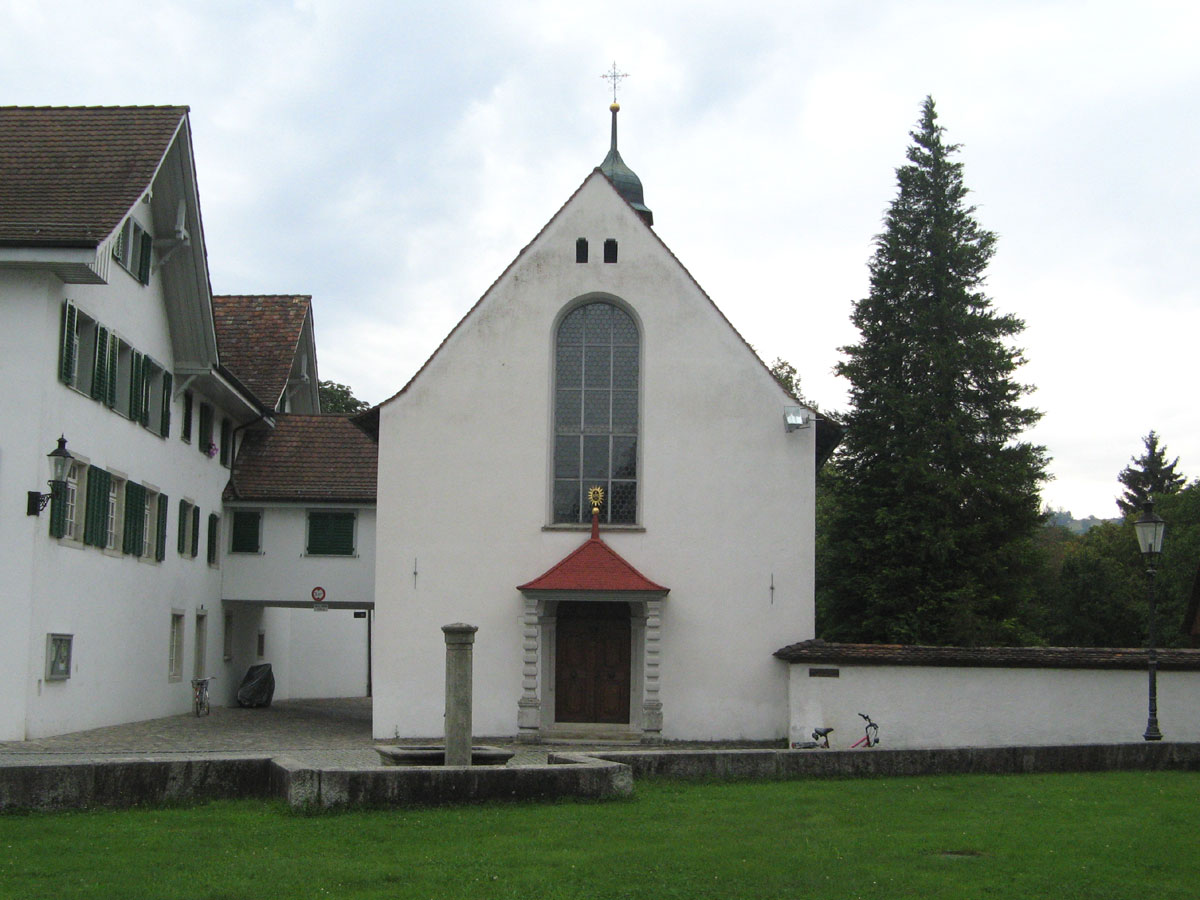
성 클라라 예배당
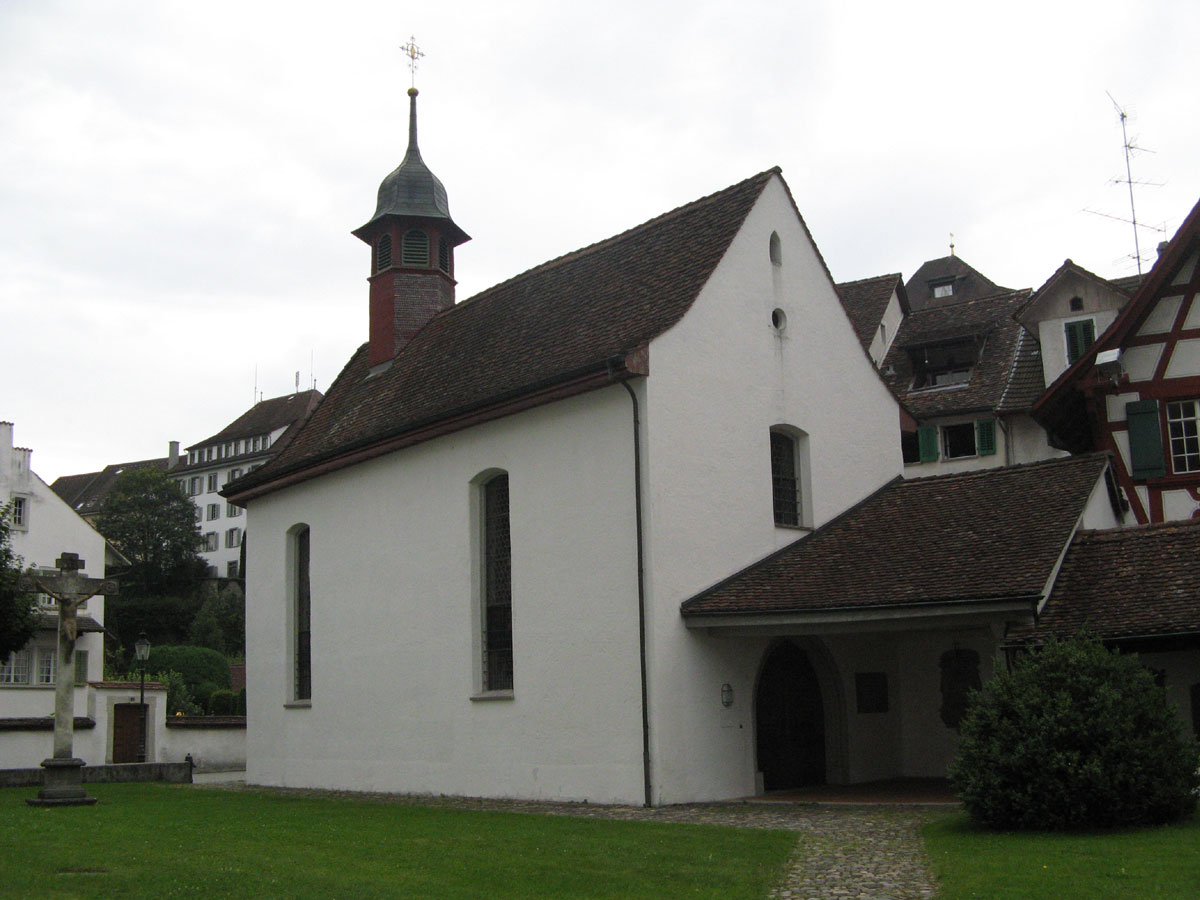
성모 마리아 예배당(Muttergottes)
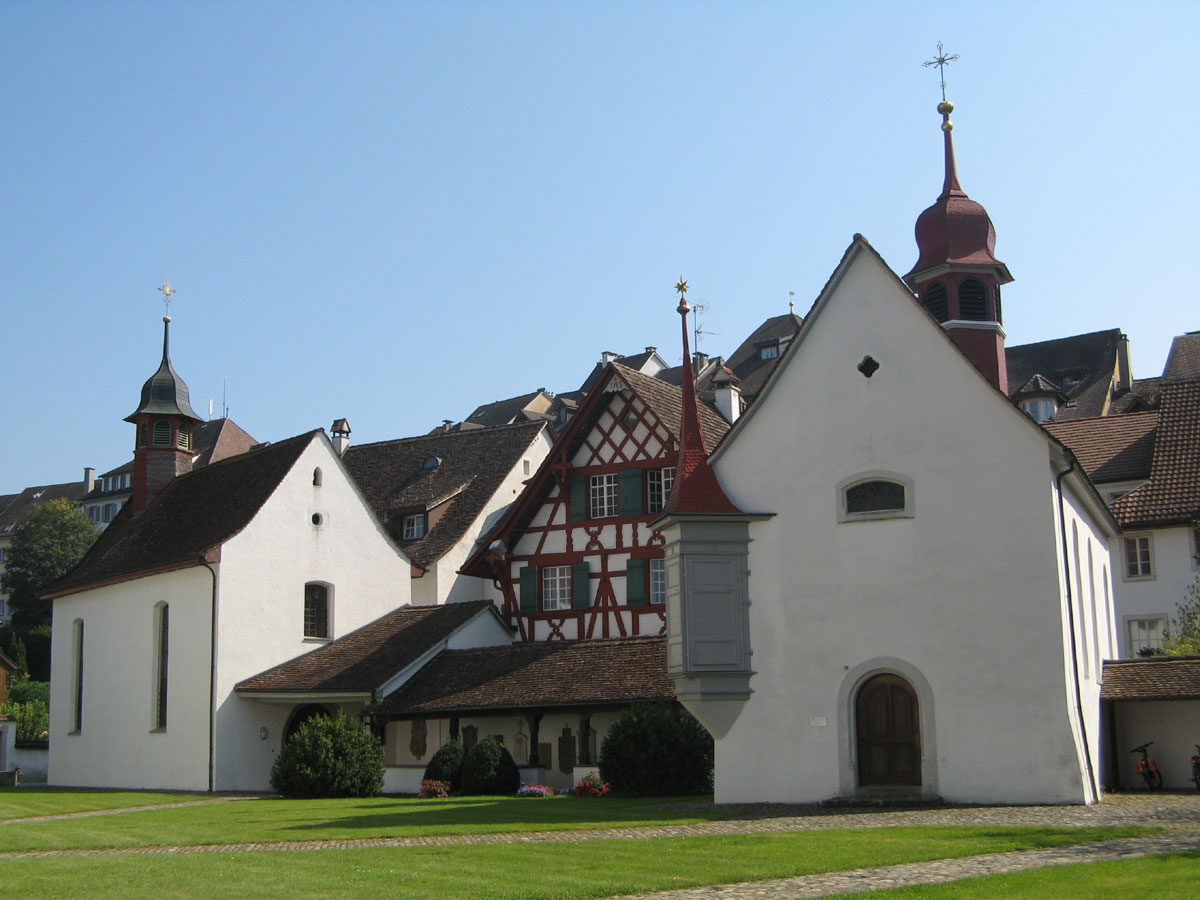
성모 마리아 예배당, 오르간니스트 하우스와 성 안나 예배당
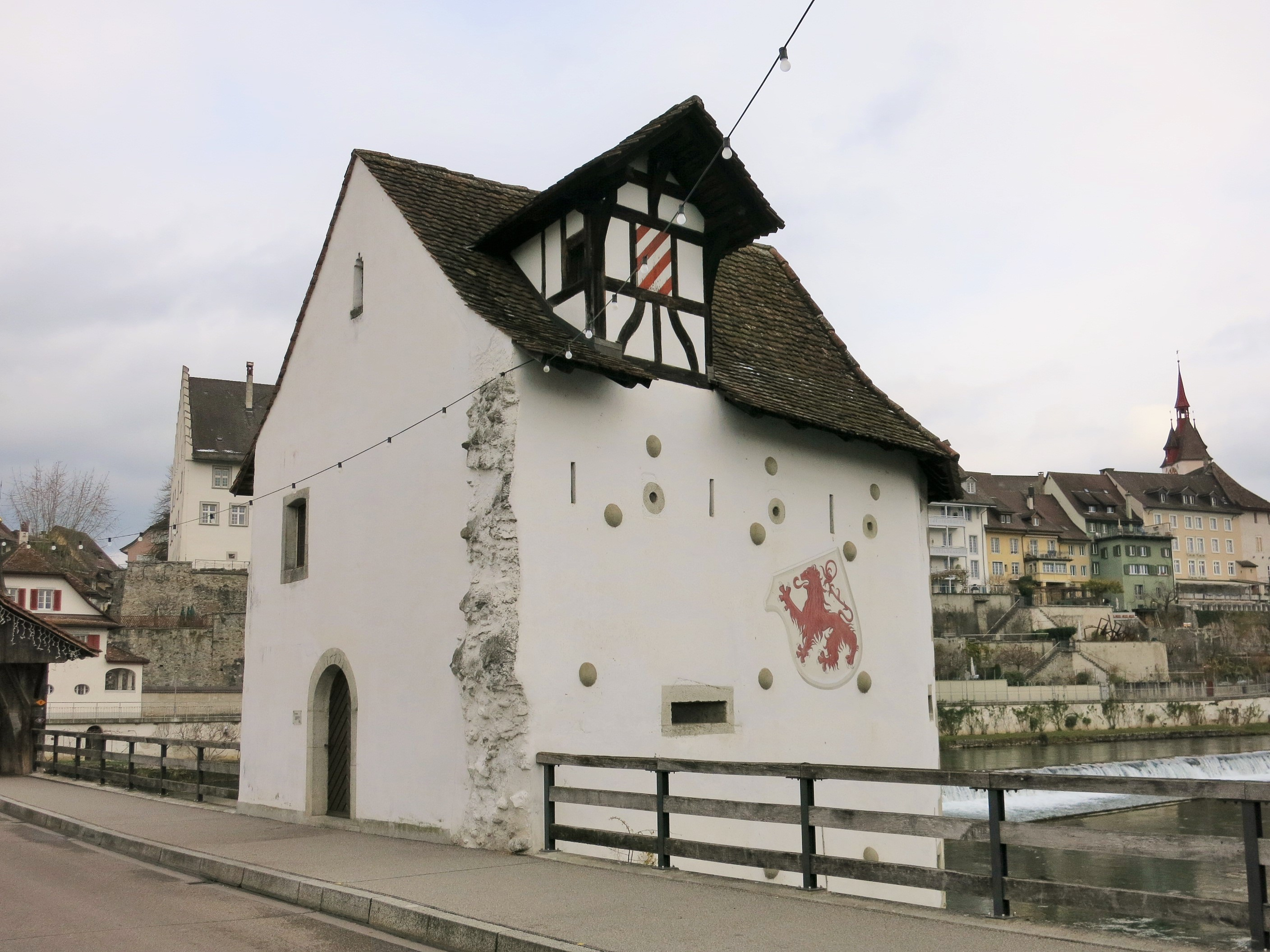
볼하우스, 성벽의 일부

## 경제
2007년 현재 브렘가르텐의 실업률은 3.32%이다. 2005년 기준으로 1차 경제 부문에 49명이 고용되어 있고, 이 부문에 약 9개 기업이 참여하고 있다. 876명이 2차 부문에 고용되어 있고, 이 부문에 75개의 기업이 있다. 2,345명이 3차 부문에 고용되어 있으며, 이 부문에는 316개의 기업이 있다.
2000년 기준으로 자치단체에 거주하는 근로자는 총 2,921명이다. 이중 1,978명 또는 약 67.7%의 거주자가 브렘가르텐 외부에서 일했으며, 1,915명이 일을 위해 시정촌으로 통근했다. 지방 자치 단체에는 총 2,858개의 일자리(주당 최소 6시간)가 있었다. 근로 인구 중 17.2%가 대중교통을 이용하여 출퇴근하고 45%가 자가용을 이용하였다.
브렘가르텐에는 다양한 중소기업이 있다. 잘 알려진 두 개의 국제 산업 회사는 게오르그 우츠 AG(플라스틱 기술) 및 엘로 AG(산업용 주방)이다. 다른 모든 곳과 마찬가지로 산업은 느리지만 확실하게 서비스 부문으로 대체되고 있다. 여기에 위치한 가장 잘 알려진 회사는 아마도 여기에 대규모 유통 센터가 있는 온라인 식료품 가게 LeShop.ch일 것이다.

## 교통

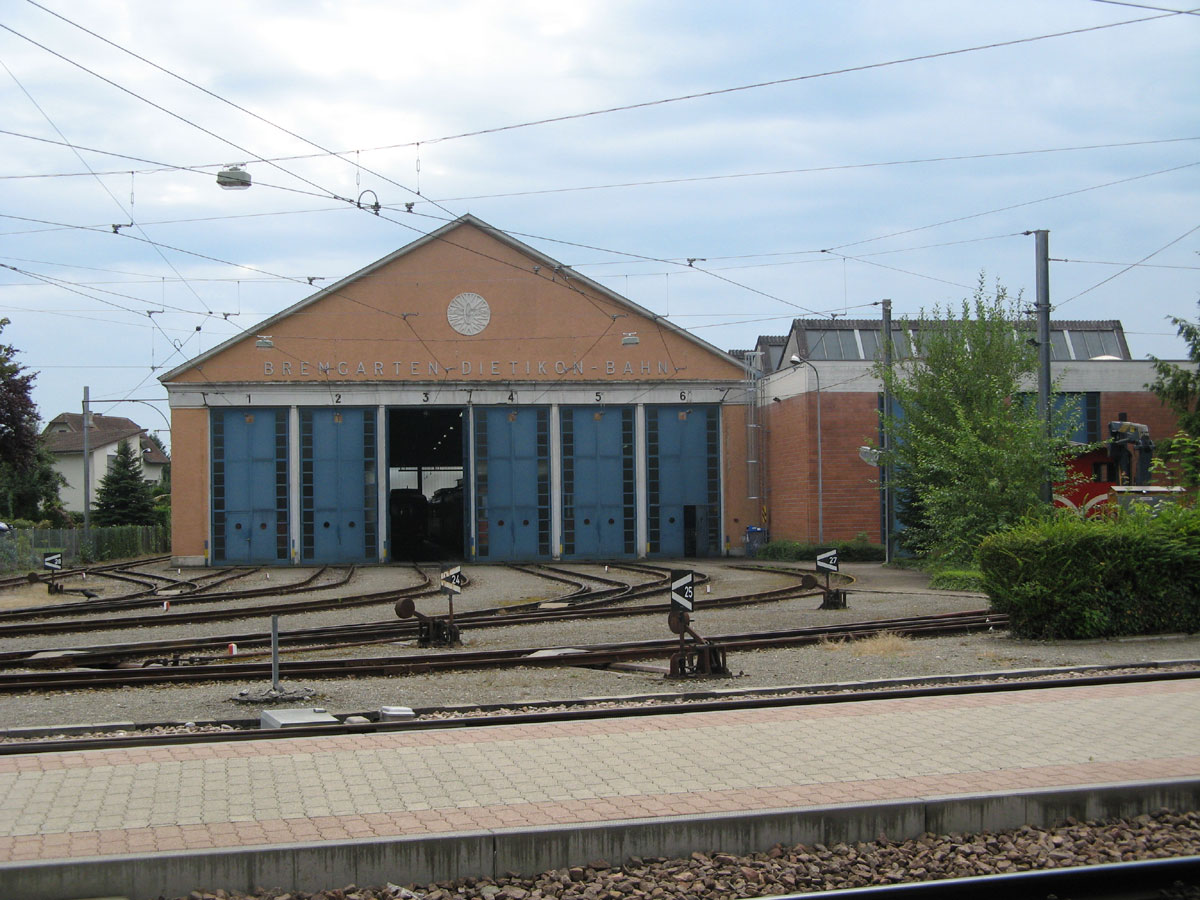
주요 철도역 근처 브렘가르텐-디에티콘 철도의 정비창

브렘가르텐은 디에티콘과 볼렌을 연결하는 미터궤 철도인 브렘가르텐-디에티콘 철도에 위치해 있다. 마을에는 5개의 역이 있으며, 디에티콘선의 끝에서 순서대로 나열되어 있다. 비벤로스-조넨호프, 브렘가르텐, 브렘가르텐 오버터, 브렘가르텐 이젠라우프 및 브렘가르텐 서역이다. 브렘가르텐역은 또한 회사의 관리 및 창고를 호스팅한다.
이 노선은 취리히 S-반의 루트 S17에서 제공되며, 디에티콘역과 브렘가르텐 서역 사이에서 시간당 4대의 열차가 일반적으로 운행되며, 그중 2대의 열차는 볼렌에서 계속 운행된다. 두 개의 급행열차가 가장 중요한 역만 운행하는 아침을 제외하고 모든 열차는 모든 역에 정차한다.